# Lakshman Kadirgamar
Lakshman Kadirgamar, född 12 april 1932 i Manipay nära Jaffna på norra Sri Lanka, död 12 augusti 2005 i Colombo, Sri Lanka (mördad) var en lankesisk politiker och var landets utrikesminister 1994–2001 och från 2004 fram till sin död. 
Kadirgamar var jurist och advokat med examen från såväl dåvarande Ceylon Law College som från Oxford och en erkänd internationell expert i immaterialrätt. Under 1960- och 1970-talen arbetade han som advokat i England, domare i Ceylons högsta domstol och i bland annat FN-organet ILO.
Kadirgamar tillhörde själv den tamilska minoriteten, men var till skillnad från majoriteten av tamilerna inte hindu utan kristen. Han drev dock en hårdför linje i kampen mot gerillan, de tamilska tigrarna, även efter att den nuvarande fredsprocessen hade startats, och arbetade framgångsrikt för att gerillan i västvärlden, bland annat i USA och Storbritannien, skulle stämplas som terroristorganisation. Han var motståndare till den norskledda fredsprocessen och skeptisk till utländsk inblandning.
Kadirgamar sköts till döds av en prickskytt nära sitt hem i huvudstaden Colombo.